# Erwin von Minckwitz
Hans Erwin von Minckwitz (* 22. Oktober 1838 in Niedergrauschwitz bei Wermsdorf; † August 1921) war ein sächsischer General der Infanterie.

## Herkunft
Erwin von Minckwitz entstammte einem alten mitteldeutschen Adelsgeschlecht. Er war der Sohn von Rudolf Leopold von Minckwitz (1798–1868) und dessen Ehefrau Ida Henriette Adolphine, geborene Nehrhoff von Holderberg aus dem Hause Gebersbach (1804–1840). Sein Vater war ein königlich sächsischer Hauptmann a. D., sowie Herr auf Staschwitz und Nieder-Grauschwitz. Er hatte zwei Brüder, darunter den sächsischen General der Infanterie und Generaladjutanten des sächsischen Königs, Wilhelm von Minckwitz und der preußische General der Infanterie Rudolf von Minckwitz.

## Leben
Erwin von Minckwitz besuchte ab 1850 das Vitzthumsche Gymnasium zu Dresden und wechselte zur Vorbereitung auf die erwählte militärische Laufbahn 1852 auf die Erziehungsanstalt des Leutnant a. D. Neumann, wobei er nach zweijähriger Erziehung am 1. April 1854 in die IV. Division des königlich-sächsischen Kadettenkorps übertrat. Nach erneuter langjähriger Erziehung wurde er am 1. April 1857 als Gefreiter in die I. Division des Kadettenkorps verlegt und ein Jahr darauf, am 1. April 1858, als Portepeejunker der 4. Kompanie des 4. Infanterie-Bataillons übergeben. Er avancierte in dieser Eigenschaft am 12. Januar 1859 zum Leutnant (Patent: 17. Januar 1858). Im Zuge des Sardinischen Krieges wurde er als befähigter Offizier für Kampfhandlungen vorgesehen, kam aber durch die Einmischung von Preußen nicht zum Einsatz. Nachdem es im Jahr 1862 zur Abschaffung des sogenannten Lütticher Gewehrs in der sächsischen Armee kam, wurde von Minckwitz zur Einführung des österreichischen Lorenzgewehrs in die Hauptgewehrkommission befehligt. Im selben Jahre wurde er noch bis 1863 zu einem Fortbildungskurs in den sächsischen Generalstab befehligt. Er nahm darauf an der Bundesexekution gegen die Herzogtümer Holstein und Lauenburg teil und wurde dem 1. Infanterie-Bataillon der Brigade Kronprinz zugeteilt. Er wurde während dieser Zeit am 20. Juli 1864 zum Oberleutnant befördert und am 31. Juli zum Bataillonsadjutanten ernannt.
1865 wurde er am 1. November des Jahres zu einem Kursus an der Militärreitanstalt befehligt, wo er bis zum 25. April 1866 diente, wobei er im Zuge des wachsenden Konflikts zwischen Österreich und Preußen als Adjutant zur 1. Infanterie-Brigade "Kronprinz" unter Oberst Emil Bernhard von Boxberg befehligt. Nach Ausbruch des Krieges rückte die Brigade zum Anschluss an die österreichische Armee zurück und nahm am 29. Juni 1866 bei der Schlacht bei Gitschin teil, wo die Brigade unter preußischem Artilleriefeuer große Verluste nahm, darunter den Brigadekommandeur sowie zahlreiche Offiziere, darunter auch von Minckwitz, welcher einen Schuss in die Ferse des linken Fußes erhielt und war durch die Erschießung seines Pferdes zu Boden gestürzt, wobei ihm mehrere Zähne eingeschlagen wurden. Bei dem Rückzug der österreichischen und sächsischen Verbänden geriet von Minckwitz mit den anderen verwundeten Offizieren in preußische Kriegsgefangenschaft. Er wurde zunächst bei einem Lazarett bei Libuhn behandelt und erlebte dort den Tod seines Brigadekommandeurs von Boxberg durch eine Beinamputation. Anfang September wurde er entlassen und kehrte in die Heimat zurück, wobei noch öfters operative Eingriffe nötig waren. Insgesamt wurde 187 Knochensplitter entfernt. Für seine Verdienste im Konflikt wurde er mit dem Ritterkreuz I. Klasse des Albrechtsordens mit der Kriegsdekoration ausgezeichnet.
Nachdem er sich zunächst nur mit Krücken bewegen konnte unternahm er bis zum 20. Juni 1867 eine Badekur nach Teplitz und kehrte am 1. Juli genesen zur Armee zurück. In der Zwischenzeit wurde die sächsische Armee nach ihrer Niederlage reorganisiert und von Minckwitz wurde als Adjutant der neuformierten 23. Division (1. Königlich Sächsische) zugeteilt. Er wurde am 4. April 1868 zum Hauptmann auf dem Etat des 4. Infanterie-Regiment Nr. 103 befördert und um dieselbe Zeit zur Weiterführung der bisher geleiteten Adjutantengeschäfte befehligt, wurde er am 25. April 1870 erneut zum Adjutant der 23. Division ernannt. Gleichzeitig erfolgte seine Stellung á la suite des Infanterie-Regiment „König Ludwig III. von Bayern“ (3. Königlich Sächsisches) Nr. 102. Über den gesamten Krieg gegen Frankreich nahm er als Divisionsadjutant an den Schlachten bei Gravelotte, Nouart, Beaumont, Sedan und der Belagerung von Paris teil. Er wurde über den Krieg mit dem Eisernen Kreuz I. Klasse und dem Ritterkreuz des Militär-St.-Heinrichs-Ordens ausgezeichnet.
Am 1. September 1871 kehrte er als Kompaniechef der 4. Kompanie des Schützen-(Füsilier-)Regiment „Prinz Georg“ (Königlich Sächsisches) Nr. 108 in den Truppendienst zurück. Zunächst noch zum Okkupationsdienst in den Ardennen befohlen, kehrte er am 21. Oktober in das Königreich Sachsen zurück. Er wurde am 12. Mai 1872 mit der Befehligung einer Schützen-Ehrenkompanie des Regiments im Zuge eines Besuches des italienischen Königs Viktor Emanuel beauftragt. Am 1. Juni 1874 wurde er á la suite des Regiments gestellt und als Erster Adjutant in das Generalkommando des Prinzen Georg berufen. Er wurde in der folgenden Zeit wurde er am 27. April 1876 zum Major befördert, nahm im Oktober 1878 an einer Übungsreise des sächsischen Generalstabs teil, war vom 15. März bis 31. Mai 1879 dem 2. Garde-Regiment zu Fuß des preußischen Gardekorps attachiert. Er kehrte am 1. April 1881 erneut in den Truppendienst zurück und wurde zum Kommandeur des 1. Königlich Sächsischen Jäger-Bataillon Nr. 12 in Freiberg ernannt. Im Oktober 1881 nahm er an einem Kursus an der Militärschießschule in Spandau teil. Am 17. November 1882 erfolgte seine Beförderung zum Oberstleutnant. Nach mehrjährigem Dienst als Bataillonskommandeur der Freiberger Jäger wurde er unter Beförderung zum Oberst am 1. April 1887 als Nachfolger von Oberst Eugen von Kirchbach zum Regimentskommandeur des 9. Infanterie-Regiment Nr. 133 ernannt. Oberst von Minckwitz nahm an der feierlichen Beisetzung von Kaiser Wilhelm I. teil und wurde nachfolgend am 10. Februar 1889 als Nachfolger von Oberst Curt von Raab zum Regimentskommandeur des 1. Königlich Sächsischen Leib-Grenadier-Regiment Nr. 100 ernannt. Zugleich wurde er Schloßkommandant von Dresden und konnte in dieser Eigenschaft seine Beziehungen zum sächsischen Königshaus erweitern.
Nach Beförderung zum Generalmajor am 19. April 1891 (Patent: 24. März 1890) wurde er Brigadekommandeur der 2. Infanterie-Brigade Nr. 46. Er wechselte am 9. April 1894 in gleicher Eigenschaft in die 6. Infanterie-Brigade 64. Er wurde am 20. April 1895 zum Generalleutnant befördert. Unter Genehmigung seines Abschiedsgesuches wurde er am 27. Mai 1897 zur Disposition gestellt. 1898 erfolgte noch eine Beförderung zum General der Infanterie. Einige Jahre darauf erhielt er noch die Erlaubnis zum Tragen der Uniform des Freiberger-Jäger-Bataillons. Er verstarb 1921 und wurde unter feierlicher Beisetzung auf dem Trinitatisfriedhof zu Dresden beerdigt, nachdem sein Sarg von der Beerdigungsanstalt zum Friedhof gebracht wurde. Zu seiner Beerdigung erschienen zahlreiche Persönlichkeiten der alten sächsischen Armee, darunter Generaloberst von Kirchbach, die Generäle Müller, von der Planitz, von Basse, Kämmerer a. D. von Criegern, Paul von Criegern, Hugo von Altrock, Bodo Senfft von Pilsach und Hans von Eulitz. Als Vertreter von König Friedrich August erschien Schloßhauptmann von Tümpling, als Vertreter von Prinz Johann Georg der Hofmarschall Hans von Berlepsch. Zudem erschienen der Geheime Rat von Hübel und der Hofmarschall von Mangoldt-Reiboldt. Nachdem er Pfarrer Ludwig eine Rede hielt, wurde der Sarg unter dem Chopinschen Trauermarsch zum Grab getragen.